# Jannik Sinner
Jannik Sinner (Innichen, 16 augustus 2001) is een Italiaans professioneel tennisspeler.

## Loopbaan
In 2019 won Sinner de Next Generation ATP Finals. In 2022 brak Sinner door tot de wereldtop door op drie van de vier grandslamtoernooien de kwartfinale te behalen in het enkelspel. Het seizoen van 2024 is tot op heden zijn beste jaar. Sinner won het Australian Open 2024, wat zijn eerste titel op een grandslamtoernooi betekende. Naast het Australian Open heeft Sinner dertien andere titels gewonnen in het enkelspel op de ATP Tour, en één titel in het dubbelspel. Na het behalen van de halve finale op Roland Garros in 2024, bereikte hij voor het eerst de nummer één-positie op de ATP-wereldranglijst. Hiermee is hij de eerste Italiaanse speler die deze ranglijst in het enkelspel aanvoert.

### Doping
Sinner werd in februari 2025 geschorst voor drie maanden vanwege een dopingovertreding. Dit gebeurde na een overeengekomen schikking met het Wereld Anti-Doping Agentschap. Sinner testte in maart 2024 positief op clostebol. Zijn verklaring was dat het middel in zijn lichaam was gekomen door toedoen van zijn masseur. De International Tennis Integrity Agency (ITIA) besloot hierop Sinner niet te schorsen. Het WADA accepteerde dit niet en ging in beroep.

## Palmares
| Legenda                       | Legenda               |
| ----------------------------- | --------------------- |
| Grand Slam                    |                       |
| Olympische Spelen             |                       |
| tot 2009                      | vanaf 2009            |
| Tennis Masters Cup            | ATP Finals            |
| ATP Masters Series            | ATP Tour Masters 1000 |
| ATP International Series Gold | ATP Tour 500          |
| ATP International Series      | ATP Tour 250          |

### Enkelspel
| Nr.                  | Datum            | Toernooi             | Ondergrond    | Tegenstander in finale | Score                               |         |
| -------------------- | ---------------- | -------------------- | ------------- | ---------------------- | ----------------------------------- | ------- |
| gewonnen finales     |                  |                      |               |                        |                                     |         |
| 1.                   | 14 november 2020 | ATP Sofia (1)        | Hardcourt (i) | Vasek Pospisil         | 6-4, 3-6, 7-6(3)                    | details |
| 2.                   | 7 februari 2021  | ATP Melbourne 1      | Hardcourt     | Stefano Travaglia      | 7-6(4), 6-4                         | details |
| 3.                   | 9 augustus 2021  | ATP Washington       | Hardcourt     | Mackenzie McDonald     | 7-5, 4-6, 7-5                       | details |
| 4.                   | 3 oktober 2021   | ATP Sofia (2)        | Hardcourt (i) | Gaël Monfils           | 6-3, 6-4                            | details |
| 5.                   | 24 oktober 2021  | ATP Antwerpen        | Hardcourt (i) | Diego Schwartzman      | 6-2, 6-2                            | details |
| 6.                   | 31 juli 2022     | ATP Umag             | Gravel        | Carlos Alcaraz         | 5-7, 6-1, 6-1                       | details |
| 7.                   | 12 februari 2023 | ATP Montpellier      | Hardcourt (i) | Maxime Cressy          | 7-6(3), 6-3                         | details |
| 8.                   | 13 augustus 2023 | ATP Montréal/Toronto | Hardcourt     | Alex de Minaur         | 6-4, 6-1                            | details |
| 9.                   | 4 oktober 2023   | ATP Peking           | Hardcourt     | Daniil Medvedev        | 7-6(2), 7-6(2)                      | details |
| 10.                  | 29 oktober 2023  | ATP Wenen            | Hardcourt (i) | Daniil Medvedev        | 7-6(7), 4-6, 6-3                    | details |
| 11.                  | 28 januari 2024  | Australian Open (1)  | Hardcourt     | Daniil Medvedev        | 3-6, 3-6, 6-4, 6-4, 6-3             | details |
| 12.                  | 18 februari 2024 | ATP Rotterdam        | Hardcourt (i) | Alex de Minaur         | 7-5, 6-4                            | details |
| 13.                  | 31 maart 2024    | ATP Miami            | Hardcourt     | Grigor Dimitrov        | 6-3, 6-1                            | details |
| 14.                  | 23 juni 2024     | ATP Halle            | Gras          | Hubert Hurkacz         | 7-6(8), 7-6(2)                      | details |
| 15.                  | 19 augustus 2024 | ATP Cincinnati       | Hardcourt     | Frances Tiafoe         | 7-6(4), 6-2                         | details |
| 16.                  | 8 september 2024 | US Open              | Hardcourt     | Taylor Fritz           | 6-3, 6-4, 7-5                       | details |
| 17.                  | 13 oktober 2024  | ATP Shanghai         | Hardcourt     | Novak Djokovic         | 7-6(4), 6-3                         | details |
| 18.                  | 17 november 2024 | ATP Finals           | Hardcourt (i) | Taylor Fritz           | 6-4, 6-4                            | details |
| 19.                  | 26 januari 2025  | Australian Open (2)  | Hardcourt     | Alexander Zverev       | 6-3, 7-6(4), 6-3                    | details |
| 20.                  | 13 juli 2025     | Wimbledon            | Gras          | Carlos Alcaraz         | 4-6, 6-4, 6-4, 6-4                  | details |
| verloren finales     |                  |                      |               |                        |                                     |         |
| 1.                   | 4 april 2021     | ATP Miami            | Hardcourt     | Hubert Hurkacz         | 6-7(4), 4-6                         | details |
| 2.                   | 19 februari 2023 | ATP Rotterdam        | Hardcourt (i) | Daniil Medvedev        | 7-5, 2-6, 2-6                       | details |
| 3.                   | 2 april 2023     | ATP Miami            | Hardcourt     | Daniil Medvedev        | 5-7, 3-6                            | details |
| 4.                   | 19 november 2023 | ATP Finals           | Hardcourt (i) | Novak Djokovic         | 3-6, 3-6                            | details |
| 5.                   | 2 oktober 2024   | ATP Peking           | Hardcourt     | Carlos Alcaraz         | 7-6(6), 4-6, 6-7(3)                 | details |
| 6.                   | 18 mei 2025      | ATP Rome             | gravel        | Carlos Alcaraz         | 6-7(5), 1-6                         | Details |
| 7.                   | 8 juni 2025      | Roland Garros        | Gravel        | Carlos Alcaraz         | 6-4, 7-6(4), 4-6, 6-7(3), 6-7(10-2) | details |
| gewonnen challengers |                  |                      |               |                        |                                     |         |
| 1.                   | 24 februari 2019 | Bergamo              | Hardcourt (i) | Roberto Marcora        | 6-3, 6-1                            |         |
| 2.                   | 4 augustus 2019  | Lexington            | Hardcourt     | Alex Bolt              | 6-4, 3-6, 6-4                       |         |
| 3.                   | 17 november 2019 | Urtijëi              | Hardcourt (i) | Sebastian Ofner        | 6-2, 6-4                            |         |

#### Next Generation ATP Finals
| Nr.              | Datum           | Toernooi                   | Ondergrond    | Tegenstander in finale | Score         |         |
| ---------------- | --------------- | -------------------------- | ------------- | ---------------------- | ------------- | ------- |
| gewonnen finales |                 |                            |               |                        |               |         |
| 1.               | 9 november 2019 | Next Generation ATP Finals | Hardcourt (i) | Alex de Minaur         | 4-2, 4-1, 4-2 | details |

### Mannendubbelspel
| Nr.              | Datum           | Toernooi    | Ondergrond | Partner       | Tegenstanders in finale       | Score               |         |
| ---------------- | --------------- | ----------- | ---------- | ------------- | ----------------------------- | ------------------- | ------- |
| gewonnen finales |                 |             |            |               |                               |                     |         |
| 1.               | 1 augustus 2021 | ATP Atlanta | Hardcourt  | Reilly Opelka | Steve Johnson Jordan Thompson | 6-4, 6-7(6), [10-3] | details |

### Landencompetities
| Nr.              | Datum               | Toernooi  | Ondergrond    | Partner                                                      | Tegenstanders in finale                                                 | Score               |         |
| ---------------- | ------------------- | --------- | ------------- | ------------------------------------------------------------ | ----------------------------------------------------------------------- | ------------------- | ------- |
| gewonnen finales |                     |           |               |                                                              |                                                                         |                     |         |
| 1.               | 21-26 november 2023 | Davis Cup | Hardcourt (i) | Lorenzo Musetti Matteo Arnaldi Lorenzo Sonego Simone Bolelli | Alex de Minaur Matthew Ebden Alexei Popyrin Max Purcell Jordan Thompson | 2-0 (2 wedstrijden) | details |

## Resultaten grote toernooien
| Legenda | Legenda                          |
| ------- | -------------------------------- |
| g.t.    | geen toernooi gehouden           |
| l.c.    | lagere categorie                 |
| –       | niet deelgenomen                 |
| G       | uitgeschakeld in de groepsfase   |
| 1R      | uitgeschakeld in de eerste ronde |
| 2R      | uitgeschakeld in de tweede ronde |
| 3R      | uitgeschakeld in de derde ronde  |
| 4R      | uitgeschakeld in de vierde ronde |
| KF      | uitgeschakeld in de kwartfinale  |
| HF      | uitgeschakeld in de halve finale |
| F       | de finale verloren               |
| W       | het toernooi gewonnen            |
| w-v     | winst/verlies-balans             |

### Enkelspel
| toernooi            | 2019 | 2020 | 2021 | 2022 | 2023 | 2024 | 2025 |
| ------------------- | ---- | ---- | ---- | ---- | ---- | ---- | ---- |
| grandslamtoernooien |      |      |      |      |      |      |      |
| Australian Open     | –    | 2R   | 1R   | KF   | 4R   | W    | W    |
| Roland Garros       | –    | KF   | 4R   | 4R   | 2R   | HF   | F    |
| Wimbledon           | –    | g.t. | 1R   | KF   | HF   | KF   | W    |
| US Open             | 1R   | 1R   | 4R   | KF   | 4R   | W    |      |
| ATP Finals          |      |      |      |      |      |      |      |
| ATP Finals          | –    | –    | G    | –    | F    | W    |      |
| ATP Masters 1000    |      |      |      |      |      |      |      |
| Indian Wells        | –    | g.t. | 4R   | 4R   | HF   | HF   | –    |
| Miami               | –    | g.t. | F    | KF   | F    | W    | –    |
| Monte Carlo         | –    | g.t. | 2R   | KF   | HF   | HF   | –    |
| Madrid              | –    | g.t. | 2R   | 3R   | –    | KF   | –    |
| Rome                | 2R   | 3R   | 2R   | KF   | 4R   | –    | F    |
| Montréal/Toronto    | –    | g.t. | 2R   | 3R   | W    | KF   |      |
| Cincinnati          | –    | –    | 2R   | 3R   | 2R   | W    |      |
| Shanghai            | –    | g.t. | g.t. | g.t. | 4R   | W    |      |
| Parijs              | –    | –    | 2R   | 1R   | 3R   | –    |      |
| olympisch           |      |      |      |      |      |      |      |
| Olympische Spelen   | g.t. | g.t. | –    | g.t. | g.t. | –    |      |
| statistieken        |      |      |      |      |      |      |      |
| titels per jaar     | 0    | 1    | 4    | 1    | 4    | 8    |      |
| eindejaarsranking   | 78   | 37   | 10   | 15   | 4    | 1    |      |

### Dubbelspel
| toernooi            | 2021 | 2022 | 2023 | 2024 | 2025 |
| ------------------- | ---- | ---- | ---- | ---- | ---- |
| grandslamtoernooien |      |      |      |      |      |
| Australian Open     | –    | –    | –    | –    | –    |
| Roland Garros       | –    | –    | –    | –    | –    |
| Wimbledon           | –    | –    | –    | –    | –    |
| US Open             | –    | –    | –    | –    |      |
| ATP Masters 1000    |      |      |      |      |      |
| Indian Wells        | –    | 1R   | 1R   | 2R   | –    |
| Miami               | –    | –    | –    | –    | –    |
| Monte Carlo         | 1R   | 1R   | 1R   | 1R   | –    |
| Madrid              | –    | –    | –    | –    | –    |
| Rome                | –    | –    | –    | –    | –    |
| Montréal/Toronto    | 1R   | 1R   | 1R   | KF   |      |
| Cincinnati          | –    | –    | –    | –    |      |
| Shanghai            | g.t. | g.t. | –    | –    |      |
| Parijs              | –    | –    | –    | –    |      |
| olympisch           |      |      |      |      |      |
| Olympische Spelen   | –    | g.t. | g.t. | –    | g.t. |
| statistieken        |      |      |      |      |      |
| titels per jaar     | 1    | 0    | 0    | 0    |      |
| eindejaarsranking   | 132  | 830  | 495  | 333  |      |